# DSA-218
La DSA-218 es una carretera perteneciente a la Red Secundaria de la Diputación Provincial de Salamanca que une la  DSA-206  con la localidad de Palacios de Salvatierra.

## Origen y Destino
La carretera  DSA-218  tiene su origen en Guijuelo en la intersección con la carretera  DSA-206 , y termina en el casco urbano de Palacios de Salvatierra, formando parte de la Red de carreteras de Salamanca.